# Chlamydomonas pulchra
Chlamydomonas pulchra là một loài tảo trong họ Chlamydomonadaceae, thuộc chi Chlamydomonas.